# Hetzel Henrik
Hetzel Henrik (Újsové, 1875. augusztus 25. – Budapest, 1949. május 31.) magyar állatorvos, egyetemi tanár. A magyar állatorvosi szülészet megalapítója.

## Életpályája
Szülei Hetzel Henrik és Haller Erzsébet voltak. 1893-ban néptanítói diplomát kapott. 1897-ben szerezte állatorvosi oklevelét. 1897–1898 között az Állatorvosi Akadémia Sebészeti Klinikáján Plósz Béla tanársegéde volt. 1898–1900 között Ósóvén körállatorvos volt. 1901–1909 között a Bácstopolyai járás állatorvosa volt. 1909–1924 között a Gödöllői járás állatorvosa és a gödöllői koronauradalom főállatorvosa volt. 1912–1919 között az Állatorvosi Főiskolán a meddőség kóroktana és gyógytana előadó tanára volt. 1916-ban állatorvosi doktori diplomát kapott. 1918-ban megalapította a szülészeti tanszéket. 1918–1928 között a szülészet szervezője és előadója volt. 1919–1927 között az állatorvosi szülészet nyilvános rendkívüli, 1927–1934 között nyilvános rendes tanára volt. 1929–1946 között a szülészeti klinika vezetője volt. 1935–1946 között a József Nádor Műszaki és Gazdaságtudományi Egyetem Állatorvosi Karán az állatorvosi szülészet nyilvános rendes tanára volt. 1936–1945 között az Országos Állategészségügyi Tanács tagja, valamint a Poliklinika vezetője volt. Az 1938-1939-es tanévben a Mezőgazdasági és Állatorvosi Kar dékánja volt. 1946-ban nyugdíjba vonult.
Sírja a Fiumei úti sírkertben található (33/4-8-10).
Gödöllőn emléktáblát avattak tiszteletére.

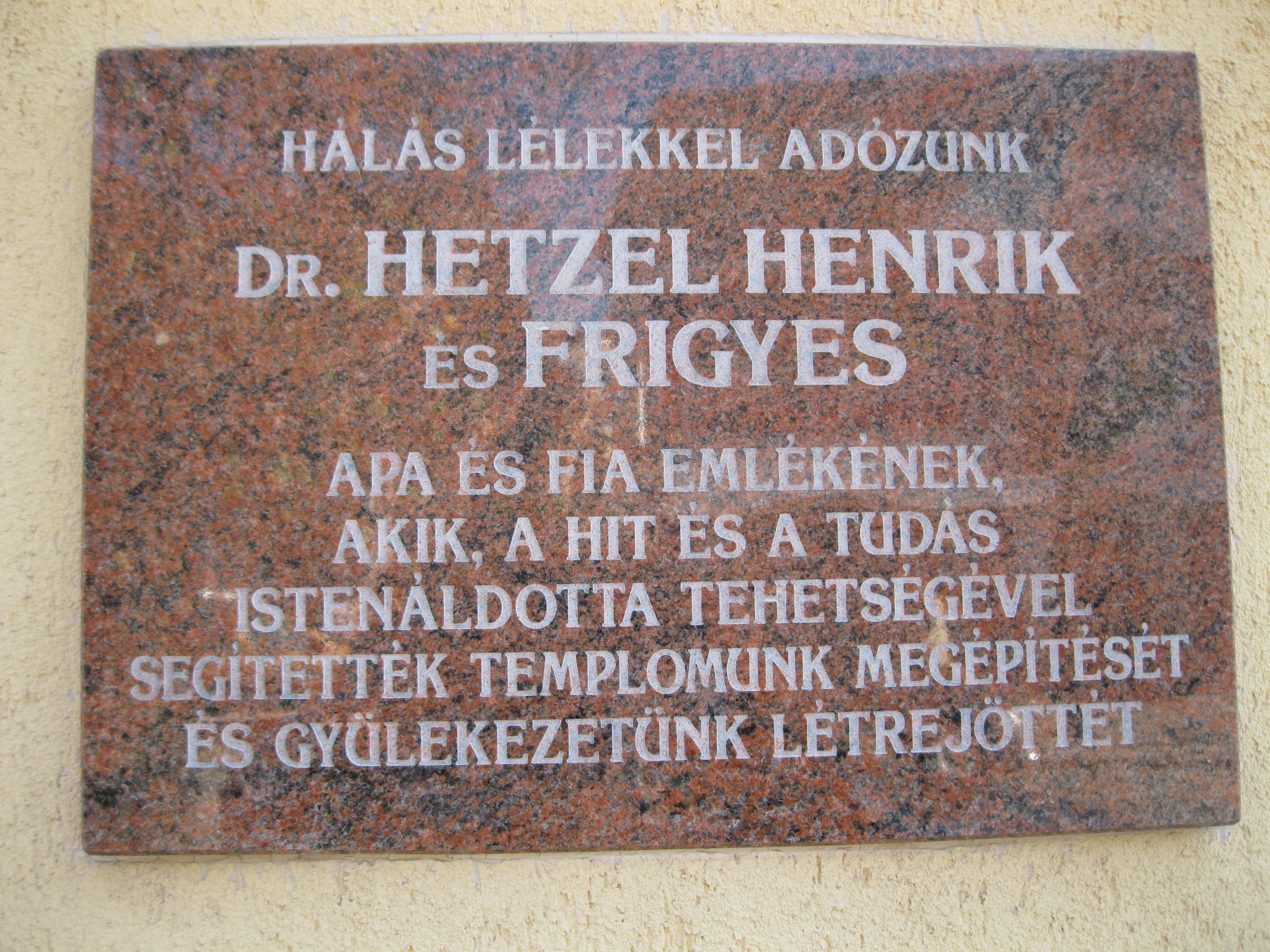
Hetzel Henrik és Hetzel Frigyes emléktáblája Gödöllőn, Petőfi Sándor tér 1. (az evangélikus templom falán)

## Művei
- A szarvasmarhák meddősége, annak okai és gyógyítása (1912)
- Állatorvosi szülészet (Budapest, 1920; 1925)
- A háziállatok meddősége (Budapest, 1926; 1938; 1945)
- Állatorvosi receptgyűjtemény kezdő állatorvosok részére (1935)
- Állatorvosi szülészet, 1. (1952, Bölcsházy K.-val)
- Állatorvosi szülészet: Meddőség, szaporodásbiológia 2. (1953, Bölcsházy K. és Mészáros I.-vel)